# Ziekenhuisinfectie
Een ziekenhuisinfectie (ook wel nosocomiale infectie) is een infectie die ontstaan is in het ziekenhuis. Omdat de infectie door de aanwezigheid in het ziekenhuis moet zijn veroorzaakt, mogen ziekten die in de incubatieperiode verkeren tijdens binnenkomst in het ziekenhuis, niet als ziekenhuisinfectie worden aangemerkt. In de praktijk is dat moeilijk te onderscheiden van infecties die door de aanwezigheid in het ziekenhuis zijn ontstaan. Daarom worden infecties die ontstaan in het ziekenhuis na 48 uur na binnenkomst als ziekenhuisinfectie aangemerkt.
Het begrip ziekenhuisinfectie is van betekenis, omdat het gebruikt kan worden als maatstaf voor de kwaliteit van de door het ziekenhuis geleverde zorg. Daarop zijn allerlei andere factoren dan de kwaliteit alleen van invloed, zoals de leeftijd van de patiënten en de aard van de aandoeningen die in het ziekenhuis worden behandeld en de ingrepen die er worden uitgevoerd.
De meest voorkomende ziekenhuisinfecties zijn:
1. Postoperatieve infectie van het operatiegebied (postoperatieve wondinfectie)
2. sepsis ('bloedvergiftiging'), bloedbaaninfectie)
3. Luchtweginfecties (pneumonie)
4. Urineweginfectie

Bij ziekenhuisinfecties zijn vaak bacteriën betrokken die resistent geworden zijn tegen veel antibiotica: 
- Staphylococcus aureus
- Meticilline-resistente Staphylococcus aureus (MRSA)
- Candida albicans (geen bacterie maar gist)
- Pseudomonas aeruginosa
- Acinetobacter baumannii
- Stenotrophomonas maltophilia
- Clostridium difficile
- Vancomycineresistente Enterococcus (VRE)
- Klebsiella aerogenes